# Kutch
Kutch of Kachchh is een district van de Indiase staat Gujarat. Het district telt 1.526.321 inwoners (2001) en heeft een oppervlakte van 45.652 km².
Het is het grootste district van Gujarat en bestaat voor een groot deel uit de zoutvlakte en seizoensgebonden moerasgebied de Rann van Kutch.
Ahmedabad · Amreli · Anand · Aravalli · Banaskantha · Bharuch · Bhavnagar · Botad · Chhota Udaipur · Dahod · Dang · Devbhoomi Dwarka · Gandhinagar · Gir Somnath · Jamnagar · Junagadh · Kheda · Kutch · Mahisagar · Mehsana · Morbi · Narmada · Navsari · Panchmahal · Patan · Porbandar · Rajkot · Sabarkantha · Surat · Surendranagar · Tapi · Vadodara · Valsad